# Babil
Babil (arabisk: محافظة بابل) er en irakisk provins, beliggende nær Bagdad. Babil provinsen dækker et areal på 5.119 km² med 2.000.000(2014) indbyggere. Det administrative hovedsæde i provinsen er byen Hilla med 541.034(2015) indbyggere. 
Byen Al Musayyib og Babylons ruiner ligger i provinsen.